# Rolf Lassgård
Rolf Holger Lassgård, né le 29 mars 1955 à Östersund (Suède), est un acteur suédois.

## Biographie

### Jeunesse et formation
Rolf Lassgård est né le 29 mars 1955 à Östersund dans le comté de Jämtland. Enfant, il passe des journées heureuses à la campagne chez ses grands-parents dans une petite localité de l'est du comté qui ne comptait que sept fermes.
Dans sa jeunesse, Rolf Lassgård est un bon joueur de hockey sur glace. Parallèlement, il pratique le théâtre en amateur sous la direction d'Ingemar Lind à l'Institut des arts du spectacle de Storhögen, près de sa ville natale. Il y est formé au théâtre du corps de Grotowski dont il garde l'influence dans son jeu d'acteur très physique.
De 1974 à 1975, il fait son service militaire en tant que quartier-maître dans le corps des rangers de campagne du Jämtland.
De 1975 à 1978, il fait ses études à l'école des arts du spectacle de Malmö où il rencontre le metteur en scène Peter Oskarson qui l'emmène au Skånska Teatern. Il y reste quatre années. Au cours de cette période, il fait sa première apparition à la télévision dans la production du Songe d'une nuit d'été en 1980. Puis il gagne le Folkteatern nouvellement créé à Gävle. Rolf Lassgård y joue dans des spectacles ayant connu un grand succès, comme La Grande Colère en 1988. Dans le même temps, il obtient des petits rôles au cinéma mais ne perce vraiment que dans les années 1990.

### Carrière
Son premier grand rôle lui est donné en 1991 avec Önskas, une comédie du réalisateur Lars Johansson. Sa performance dans le rôle de Bosse Persson lui vaut d'être nommé pour le Prix Guldbagge. En 1992, il se fait remarquer dans Min store tjocke far de Kjell-Åke Andersson : il reçoit à ce titre le prix Guldbagge du meilleur acteur dans un rôle principal et en 1994, le prix du meilleur acteur du Festival du film nordique de Rouen.
De 1993 à 1996, Rolf Lassgård interprète l'inspecteur en chef Kurt Wallander de Henning Mankell pour la télévision suédoise. Il incarne aussi durant cette période l'inspecteur Gunvald Larsson, second adjoint de l'inspecteur en chef Martin Beck dans une série de films qui lui est consacrée d'après l'oeuvre de Maj Sjöwall et Per Wahlöö. Mikael Persbrandt lui succèdera dans ce rôle à partir de 1997 dans la série télévisée Beck.

## Vie privée
Rolf Lassgård a vécu en couple pendant 38 ans avec Birgitta, une assistance sociale qu'il a rencontrée en 1982 et qu'il a épousée en 1989. Rolf et Birgitta ont eu trois enfants : Ida (1983), Hanne (1989) et Anton (1994). Ils ont divorcé d'un commun accord en févier 2021 et restent en bons termes. Ils ont trois petits-enfants. Après son divorce, Rolf Lassgård  s'est installé dans sa maison d'été en Scanie où il vit seul.

## Filmographie
- 1991 : Önskas de Lars Johansson
- 1992 :  Min store tjocke far de Kjell-Åke Andersson
- 1993 : Brandbilen som försvann
- 1993 : Roseanna
- 1996 : Jägarna de Kjell Sundvall
- 1998 : Under solen de Colin Nutley
- 1999 : Magnetisørens femte vinter de Morten Henriksen : Dr. Selander
- 2006 : After the Wedding (Efter Brylluppet) de Susanne Bier
- 2009 : Une solution rationnelle (Det enda rationella) de Jörgen Bergmark
- 2010 : La Révélation (Sturm) de Hans-Christian Schmid
- 2011 : Jägarna 2 de Kjell Sundvall
- 2015 : Mr. Ove (En man som heter Ove) de Hannes Holm
- 2016 : The Lion Woman de Vibeke Idsøe
- 2017 : The Swimmer de Richard L. Fox
- 2017 : Downsizing d'Alexander Payne : Dr. Jorgen Asbjørnsen
- 2017 : L'Empereur (documentaire) de Luc Jacquet : narrateur de la version suédoise
- 2018 : Jägarna, saison 1 de Björn Carlström et Stefan Thunberg (série télévisée)
- 2019 : The Spy (Spionen) de Jens Jønsson : Thorsten Akrell
- 2020 : L'Affaire Kim Wall (Efterforskningen) de Tobias Lindholm : Joachim Wall (série télévisée)
- 2020 : Min pappa Marianne de Märten Klingberg
- 2021 : Jägarna, saison 2 de Björn Carlström et Stefan Thunberg (série télévisée)
- 2021 : Schachnovelle (Le joueur d'échecs) de Philipp Stölzl
- 2022 : Ein großes Versprechen (Quiet Freedom) de Wendla Nölle
- 2022 : Kärleksbevis (Love Proof) de Richard Hobert
- 2023 : Händelser vid vatten (Blackwatter) de Kerstin Ekman (série télévisée)
- 2023 : Surprise de Laerke Herthoni
- 2023 : Andra Akten (Second Act) de Märten Klingberg
- 2024 : Whiskey on the Rocks de Henrik Jansson-Schweizer

## Récompenses et distinctions
Rolf Lassgård est nommé pour la première fois au Guldbagge en 1991 pour son rôle dans la comédie Önskas.
Il reçoit le Guldbagge Award du meilleur acteur en 1992 pour son rôle dans le film Min store tjocke  far (My Big Fat Father).
Il est de nouveau nommé pour le Guldbagge en 1998 pour son rôle dans le film Under Solen (Under the Sun).
Il reçoit le Guldbagge du meilleur acteur en 2015 pour son rôle dans le film Mr. Ove. En 2016, et pour ce même rôle, il est nommé pour le prix de meilleur acteur européen du Prix du cinéma européen et il reçoit le prix du meilleur acteur du Festival international du film de Seattle.
Il est de nouveau nommé pour le Guldbagge en 2020 pour son rôle dans le film Min pappa Marianne (My father Marianne).